# Gertrud Ahlgren

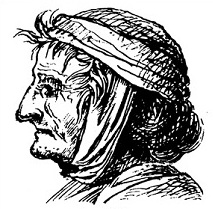
Gertrud Ahlgren tecknad av Pehr Arvid Säve 1870.

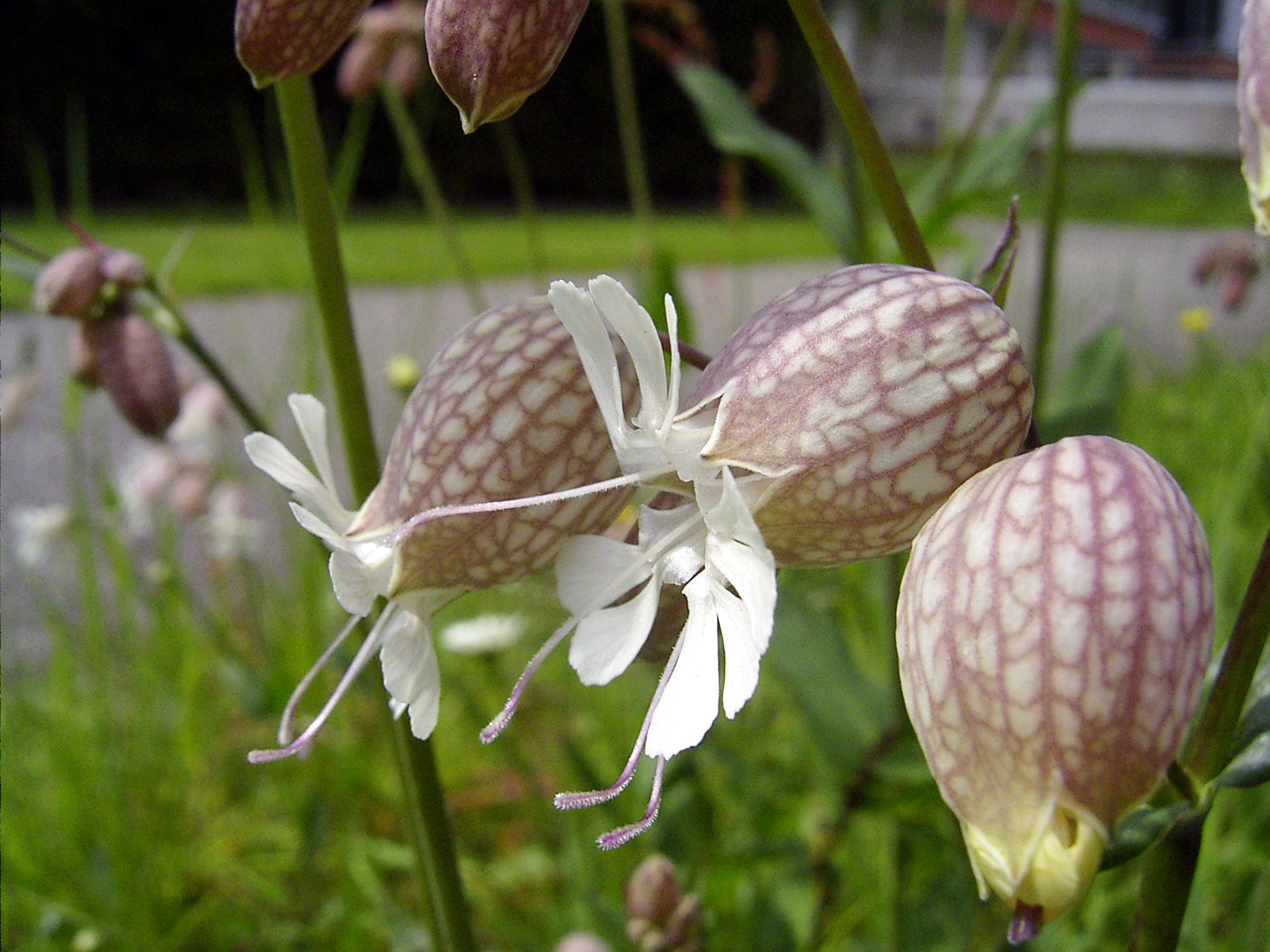
Smällglim, ofta använd av Gertrud Ahlgren.

Gertrud Olofsdotter Ahlgren, född Enderberg 5 februari 1782 i Hejnum, Gotlands län  , död där 23 mars 1874, känd som Hejnumskäringen, var en välkänd svensk naturläkare, en så kallad klok gumma, som var verksam på Gotland mellan 1813 och 1870. Hon var vida omtalad och känd utanför sitt landskaps gränser och utgör ett känt namn i Gotlands folkflora. Liksom sin mor kallades hon Hejnumskäringen, och de har därför ibland blivit förväxlade: för att skilja dem åt, har de ibland kallats gamla respektive unga Hejnumskäringen. Ingen annan medlem av "De klokas" yrkeskår är så genealogiskt utforskad som just Ahlgren.

## Familj
Gertrud Ahlgren var dotter till Greta Enderberg och Hejnums skolmästare och klockare, Olof Enderberg: hennes mors farmor var Brita Biörn. Hon gifte sig med "arbetskarlen" Carl Fredrik Ahlgren. Paret hade inga biologiska barn men en fosterdotter, Maria Olofsdotter. Gertrud Ahlgren assisterade sin mor innan hon blev ensam verksam. De var båda kända för sina örtmediciner, men troddes också besitta magiska egenskaper. Hon efterträdde sin mor då denna slutade arbeta år 1813, och var sedan verksam fram till att hennes syn började försämras 1870. Hon var bosatt i en liten stuga vid trevägskorsningen strax öster om Hejnums kyrka.

## Verksamhet
Ahlgren ska inte ha tagit mycket betalt för sin verksamhet, och ofta tagit emot betalning in natura. Hon anlitades främst för att bota människor, men också för att spåra tjuvar och borttappade saker, och för att "läsa över" boskap och när fårhus byggdes för att hindra "Di sma undar jordi" att skada boskapen: detta var ett vanligt namn för alverna under jorden; de underjordiska. 
Liksom många andra av De kloka, bland annat hennes farmors mor Brita Biörn, brukade hon diagnosticera en sjukdom bara genom att ta emot ett vitt plagg som tillhörde den sjuka. Hon brukade ofta kommentera patienter med att de hade fått sin sjukdom sedan de råkat ut för "dåligt väder", det vill säga att de hade råkat störa alverna på något sätt. Hon botade sjukdom hon ansåg hade orsakats av alverna genom smällglimten, och sjukdomar orsakade av gasten med kustruta. Ahlgren tog vanligen emot patienter i sin stuga, men kunde också själv resa ut på uppdrag; hon tycks ha gjort regelbundna resor till Fårö.
Sin verksamhet och sin framgång som läkare, trots att legitimerade läkare började bli fler under 1800-talet, kommenterade Ahlgren själv med orden: 
"Doktorar botar eftar nöit (nytt), men sjaukdomar järo eftar gammelt. Jag botar efter gammelt".

## Eftermäle
Liksom är fallet med de flesta av De kloka, finns det många historier om henne: många handlar om hur hon besegrar läkares tvivel genom att behandla dem framgångsrikt, avslöjar någon som låtsats vara sjuk, bestraffar de som tvivlat på hennes förmåga, hur folk på väg till hennes stuga råkar ut för ett underligt väderfenomen och hur hon sedan säger att det orsakats av alverna, hur hon avslöjar en eller annan småsak om sina patienter, som hur de hade tappat något på vägen dit, och hur hon fick sin kunskap. Själv uppgav hon att hon fick sin kunskap av sin mor, och att denna i sin tur hade lärt den av de underjordiska, det vill säga älvorna, sedan hon en gång blivit tagen under jorden genom en virvelvind.
Mycket har upptecknats om henne av Carl Säves bror folkminnesupptecknaren Pehr Arvid Säve som tecknade hennes porträtt och skrev om henne utifrån flera intervjuer han gjort med henne. Säve hade en gång som barn framgångsrikt botats av henne från "engelska sjukan". Hon var från 1870 inte längre verksam på grund av sin försämrade syn.
I en insändare i Wisby Weckoblad år 1836 beskriver provinsialläkaren i Visby, Andreas Andrée, hennes och hennes mors verksamhet och andra av samma yrke: 
"Gotlands kloka Gummor: Kronan för dem alla, den så kallade Hejnumkärringen, mor och dotter, har i många år opåtaldt drifwit sitt gyckleri, ..... Efterfrågar man nu hwilka dessa kloka qwinnor äro, så finner man, att de för det mesta äro ur den sämsta folkklassen, råa, okunniga och ofta wanfrejdade quinspersoner, …"